# 白井海岸站

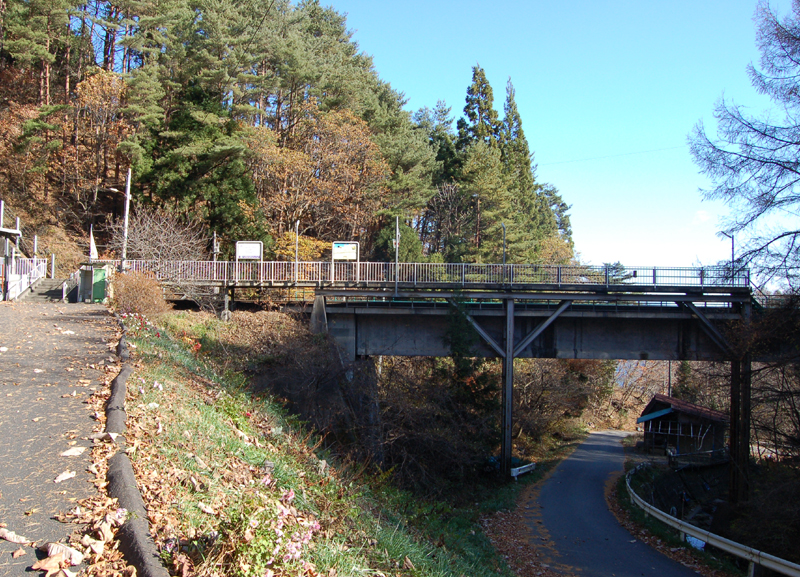
車站周邊（2008年11月）

白井海岸站（日语：／ Shiraikaigan eki */?）是位於岩手縣下閉伊郡普代村，三陸鐵道的谷灣線車站。車站的愛稱為「海膽之香味」，名稱取自附近海岸為海膽產地。

## 歷史
- 1984年（昭和59年）12月22日：三陸鐵道北谷灣線車站啟用。
- 2011年（平成23年）3月11日：發生東北地方太平洋近海地震（東日本大震災），使北谷灣線全線暫停營業。
- 2012年（平成24年）4月1日：陸中野田至田野畑之間重開，此站重開[1]。
- 2019年（平成31年）3月23日：東日本旅客鐵道釜石至宮古之間由三陸鐵道接管，此站成為谷灣線車站[2]。

## 車站構造
此站是地面車站，設有1面1線的單式月台。月台部分位置是在高架橋上。車站位於山谷中，車站前後都是隧道。車站南邊隧道（普代站方向）是第二白井隧道，從車站可看見該隧道另一端出口。此站沒有候車室和檢票處。在月台側設有公共電話筒，但是電話已經撒走。

## 使用狀況
| 1日上下車人次變化 | 1日上下車人次變化 |
| 年度              | 1日平均人次       |
| ----------------- | ----------------- |
| 2012年            | 2                 |
| 2013年            | 5                 |
| 2014年            | 5                 |
| 2015年            | 6                 |
| 2016年            | 3                 |
| 2017年            | 5                 |
| 2018年            | 3                 |

## 車站周邊
從車站沿河流向下斜坡行走，下降約50米後便到達小漁港。但是該處沒有民居和商店，也沒有自動販賣機。在國土地理院發行的地形圖可看見建築物。實際上這些建築物是牡蠣等海鮮加工場。
從車站沿山邊向上斜坡行走，會經過一些急彎，步行約1公里後便到達白井地區，路上很少車輛駛經。在白井地區的國道45號上設有1日數班的普代村營巴士路線前往普代站方向。

## 其他
- 此站是秘境車站之一。在此站停靠列車中，上下行各大約每小時設有1班列車停靠，因此使用鐵路前往此站比較方便。當地居民比較少使用鐵路，多數乘客為遊客和釣魚客。
- 在2013年（平成25年）4月至9月播映的NHK連續電視小說「小海女」最後一集中，出現了主角在鐵路隧道內行走的場景。該隧道是在車站北邊（下行一方）的第三白井隧道。

## 相鄰車站
三陸鐵道
■谷灣線
□快速
通過
■普通
普代－白井海岸－堀內

## 注腳
1. ↑  . 毎日新聞. 2012-04-01  [2012-04-01]. （原始内容存档于2012年7月11日） （日语）.
2. ↑  . 毎日新聞 (毎日新聞社). 2019-03-23  [2019-03-24]. （原始内容存档于2019-03-23） （日语）.
3. ↑  国土数値情報(駅別乗降客数データ)2011-2015年  （页面存档备份，存于）（日語） - 國土交通省2019年9月3日參閲
4. ↑  国土数値情報(駅別乗降客数データ)  （页面存档备份，存于）（日語） - 國土交通省，2020年9月23日參閲

## 外部連結
- 車站·周邊資訊【白井海岸站】 （页面存档备份，存于）（日語）：三陸鐵道